# Goo Goo Dolls
Goo Goo Dolls é uma banda de rock norte-americana formada em Buffalo, Nova York, composta pelo vocalista e guitarrista John Rzeznik, pelo baixista e vocalista Robby Takac, além de diversos membros rotativos desde sua formação em 1986.
Inicialmente uma banda de covers com sonoridade voltada para o punk, o grupo alcançou o sucesso mainstream após o lançamento do single "Name", em 1995. A banda é amplamente conhecida por seu hit de 1998, "Iris", que permaneceu por 11 meses consecutivos na Billboard Hot 100 e liderou o ranking Hot 100 Airplay por 18 semanas. Em outubro de 2012, "Iris" foi eleita a melhor música da lista "Top 100 Pop Songs 1992–2012" da Billboard. Outros singles de destaque incluem "Slide", "Black Balloon" e "Broadway", do álbum Dizzy Up the Girl (1998); "Here Is Gone", de Gutterflower (2002); e "Better Days", "Give a Little Bit" e "Stay with You", do álbum Let Love In (2006).
O grupo emplacou sete músicas no Top 40 da Billboard Hot 100, sendo três delas no Top 10. Ao longo da carreira, já vendeu mais de 15 milhões de discos em todo o mundo e recebeu quatro indicações ao Grammy.

## Integrantes

### Formação atual
- Johnny Rzeznik – vocal e guitarra (1986 - atualmente)
- Robby Takac – vocal e baixo (1986 - atualmente)

### Ex-integrantes
- George Tutuska - bateria (1986 - 1995)
- Mike Malinin - bateria (1995 - 2013)

## Biografia

### O começo
Johnny Rzeznik era um garoto de 12 anos, que já havia perdido seus pais e era criado pelas irmãs mais velhas. Nessa idade, achou um hobby que viria a transformar sua vida - a música. Não demorou muito para que começasse a tocar guitarra e compor. Nisso, Robby Takac já tocava em algumas bandas da cidade de Buffalo. Quando os dois se encontraram, Robby tocava numa banda chamada "Beaumonts", da qual saiu logo depois. Johnny e Robby se juntaram ao baterista George Tutuska, e assim nasceu o Sex Maggots, que mais tarde se tornaria o Goo Goo Dolls.
O primeiro disco da banda veio em 1987, que serviu para apresentá-los à cidade local. Robby assumia os vocais e baixo da banda, caracterizando um punk pesado e bem agitado com o vocal rasgado de Robby. O segundo disco "Jed", seguiu a mesma linha, com letras um pouco menos escrachadas, mas mesmo assim não conseguiram nada a mais que o outro disco. Ainda faltava alguma coisa no Goo Goo Dolls.

### Os primeiros ganhos
Foi quando tiveram a ideia de mover Johnny para o vocal principal da banda, e Robby, apenas no baixo, mas cantando algumas músicas. Assim lançaram, em 1991, o disco "Hold me Up", já mais maduro e mais cheio musicalmente. Não foi um grande sucesso de vendas, mas os produtores da famosa série de filmes de terror "Hora do Pesadelo", que fazia um enorme sucesso no mundo na época, convidaram a banda para compor uma música pro sexto filme da série "A Morte de Freddy", e assim fizeram "I'm Awake Now".
A música serviu para aumentar um pouco o território do Goo Goo Dolls, e assim começaram a fazer turnês por vários lugares e começarem a ser conhecidos. Além dela, "You Know What I Mean" e "Two Days In February" (ambdas faixas do disco Hold me Up) entraram na trilha do filme.
Aproveitando o embalo de "I'm Awake Now", lançaram em 1994 o disco "Superstar Carwash", um disco que obteve melhor resultado que os outros. Músicas como "Fallin' Down" e "We Are the Normal" começaram a tocar por aí e a render shows pelos EUA e Europa para a banda.
E em 1995, a banda vai mais longe ainda com "A Boy Named Goo". A balada "Name" rendeu sucesso para a banda, além de músicas como "Naked", "Long Way Down", "Burnin' Up" e "Flat Top". A banda tinha chegado ao seu auge, participando de enormes festivais, indo a programas de televisão de muita audiência, e é claro, fazendo grandes turnês. O Goo Goo Dolls parecia ter encontrado o sucesso, mas mal imaginavam que melhor ainda estava por vir...

### O sucesso
Alguns produtores ouvem a música "Name", e convidam a banda para fazer uma música para o filme Cidade dos Anjos. A banda entrega nada mais nada menos do que a música "Iris". Foi aí que, com o lançamento do filme em 1997, Iris explodiu nas rádios do mundo inteiro, levando a banda a um sucesso estrondoso. No embalo de Iris, lançaram o disco "Dizzy Up the Girl" em 1998. Dele saíram os maiores sucessos da banda até hoje. Além de "Iris", teve "Slide", "Black Balloon", "Broadway", "Dizzy" e etc. O disco veio com um som mais pop, o que agradou mais o público mais popular, embora tenha afastados os fãs da época Punk/Grunge da banda.
Depois disso, foram turnês grandes, shows lotados... Enfim, até hoje a música Iris é muito tocada nas rádios. Só em 2002, a banda volta com "Gutterflower", um disco na mesma linha do anterior, com grandes músicas da banda como "Big Machine" e "Here is Gone".
Após o lançamento de "Let Love In", de 2006, duas coletâneas e o lançamento do single "Real" em 2008, a banda lançou em 2010 o álbum Something for the Rest of Us, com destaque para as faixas "Home", "Notbroken" e "Nothing is Real".
Johnny também gravou uma música para o filme Treasure Planet (Planeta do Tesouro, Disney, 2002), "I'm Still Here"

## Discografia

### Álbuns de estúdio
- Goo Goo Dolls - 1987
- Jed - 1989
- Hold Me Up - 1990
- Superstar Car Wash - 1993
- A Boy Named Goo - 1995
- Dizzy Up the Girl - 1998
- Ego Opínion Art & Commerce - 2001
- Gutterflower - 2002
- Let Love In - 2006
- Greatest Hits Volume One - 2007
- Greatest Hits Volume Two - 2008
- Something for the Rest of Us - 2010
- Magnetic - 2013
- Boxes - 2016
- You Shoud Be Happy - 2017
- Miracle Pill - 2019
- It's Christmas All Over - 2020
- Chaos in Bloom - 2022

### Álbuns ao vivo
- Live in Buffalo: July 4th 2004 - 2004

### Compilações
- What I Learned About Ego, Opinion, Art & Commerce - 2001
- Greatest Hits Volume One: The Singles - 2007
- Greatest Hits Volume Two - 2008

### Singles
- "There You Are" (1991)
- "I'm Awake Now" (1992)
- "We Are The Normal" (1993)
- "Only One" (1995)
- "Flat Top" (1995)
- "Naked" (1995)
- "Name" (1996)
- "Long Way Down" (1996)
- "Lazy Eye" (1997)
- "Iris" (1998)
- "Slide" (1998)
- "Dizzy" (1998)
- "Black Balloon" (1999)
- "Broadway" (2000)
- "Here Is Gone" (2002)
- "Big Machine" (2002)
- "Sympathy" (2003)
- "Give A Little Bit" (2004)
- "Better Days" (2005)
- "Let Love In" (2006)
- "Stay With You" (2006)
- "Before It's Too Late" (2007)
- "Real" (2008)
- "Home" (2010)
- "Notbroken" (2011)
- "Rebel Beat" (2013)
- So Alive (2016)